# Iglesia de San Agustín (Alfara)
La iglesia de San Agustín es un inmueble de la localidad española de Alfara, en la provincia de Tarragona.

## Descripción
El edificio se encuentra en la localidad española de Alfara, perteneciente a la provincia de Tarragona, en la comunidad autónoma de Cataluña. Se menciona como iglesia parroquial del lugar en el primer volumen del Diccionario geográfico-estadístico-histórico de España y sus posesiones de Ultramar de Pascual Madoz, donde aparece descrita con las siguientes palabras:

una igl. parr. dedicada á San Agustin, cuya festividad se celebra el dia de su conmemoracion: su fáb. es moderna, se principió en el año 1776, y quedó concluída en el de 1790: consta de 3 naves, tiene 240 palmos catalanes de long. y 160 de lat., y para servicio un cura párroco, cuya vacante se provee por el diocesano, prévia oposicion en concurso general.
(Madoz, 1845, p. 534)